# Relations du catholicisme avec les autres religions

## Histoire des rapports entre le catholicisme et les religions non-chrétiennes

### Depuis leConcile Vatican II
Le Concile Vatican II a apporté un autre point de vue : l'Église catholique demeure toujours l'Église du Christ, mais chaque religion (ou confession) contient, même imparfaitement, un minimum de foi conforme au salut de l'individu.
Ce concile Vatican II a finalisé l'abandon de l'antijudaïsme chrétien par la déclaration Nostra Ætate, inaugurée par le retrait de l'expression juifs perfides de la prière du Vendredi saint. L'expression latine Oremus et pro perfidis Judaeis, signifiait à peu près Prions pour les juifs égarés dans la foi, parce qu'ils n'ont pas reconnu le Messie. Le mot perfides, dans son sens moderne, était donc une traduction malheureuse.
À propos de ce qu'ils considèrent comme des dérives commises au cours de son histoire et aujourd'hui encore [réf. nécessaire], quelques-uns, autour de Hans Küng considèrent la repentance du 12 mars 2000 comme un joli geste médiatique qui n'a pas été suivi d'actes majeurs tendant à la concrétiser, à l'exception de l'abandon de la théologie du Vetus Israel / Verus Israel analysée par Marcel Simon, et portée à la connaissance du grand public par la déclaration conciliaire Nostra Ætate (28 octobre 1965),
Si des catholiques écrivent volontiers pour se féliciter de cette reconnaissance de dette, les points de vue juifs sont rares sur cette question, quoique dans chaque rencontre officielle ou diplomatique entre le Vatican et une quelconque autorité juive, celle-ci ne manque jamais de s'en féliciter. [réf. nécessaire]
En outre, le Vatican a reconnu l'État d'Israël le 30 décembre 1993.
1. En ce qui concerne le passé, on se reportera aux articles spécialisés :  Inquisition, colonisation, mission.
2. On pourra se reporter à la déclaration Dominus Iesus qui lance la Nouvelle Évangélisation, signée par le cardinal Joseph Ratzinger, devenu depuis pape sous le nom de Benoît XVI. À propos de cette déclaration, Joseph Ratzinger affirmait qu'elle doit s'adresser en priorité aux grandes traditions religieuses.

## Principaux textes doctrinaux catholique sur ledialogue interreligieux
- Conseil pontifical pour le dialogue interreligieux, Dialogue et annonce
- Secrétariat pour les non-chrétiens, Dialogue et mission

## Théologie catholique du dialogue entre les religions
Elle est le plus souvent issue de l'école indienne de théologie catholique,[réf. nécessaire]

## Relation inter-religieuse du catholicisme

### Relations avec le judaïsme
- Antijudaïsme
- Talmud

1. Voir : Marcion, Augustin d'Hippone, Antisémitisme
2. Voir aussi comment se pose le problème de l'origine du christianisme (*  Colloque Oxford-Princeton Juifs et Chrétiens dans l'Antiquité tardive et les débuts du Moyen Âge - 9 au 11-jan-2002. The ways that never parted)

## Une controverse
L'Église catholique romaine considère les religions selon la méthode des épicycles chère à Copernic[réf. nécessaire]. La question est parfaitement(??) exposée par Ignace Berten (o.p.) dans ce passage d'une conférence donnée au CIL (Conseil Interdiocésain des Laïcs de Wallonie-Bruxelles) dont on trouvera l'intégralité sous la note 

« Comment Vatican II développe-t-il la cohérence théologique de cette ré-interprétation positive des confessions, religions et convictions autres ? À partir d'un modèle de type concentrique. Au centre, se trouve l'Église catholique romaine: celle-ci est l'unique dépositaire de la totalité de la vérité révélée (et donc finalement de la vérité humaine) et de la totalité des moyens de salut. Autour d'elle, il y a des cercles de plus en plus larges, et de plus en plus éloignés de ce foyer de vérité : d'abord l'Église orthodoxe et les Églises de la communion anglicane, avec lesquelles il y a presque unité dogmatique; un peu plus à l'extérieur, il y a les Églises de la Réforme ; puis les grandes religions monothéistes, et ensuite les religions animistes ; et enfin les humanismes agnostiques ou athées. L'éloignement du centre signifie un progressif dégradé de la vérité : plus on s'en écarte, moins on en possède des parcelles (...) Vatican II a profondément changé le regard que les catholiques jettent sur les autres, en dehors de groupes minoritaires intégristes. Il paraît de plus en plus évident, cependant, que le modèle concentrique est lui-même insatisfaisant. Les prétentions de l'Église catholique romaine à posséder la totalité de la vérité paraissent exorbitantes, d'autant plus qu'il est devenu évident qu'elle s'est si souvent trompée dans l'histoire. De plus, on reconnaît bien aujourd'hui que dans la dramatique rupture de la Réforme, Luther avait raison sur un certain nombre de points. En outre, on fait l'expérience de s'enrichir à la rencontre des autres traditions chrétiennes, celles de l'Orient, entre autres, qu'on connaissait si peu. Et aussi dans la rencontre des grandes religions, et chez nous dans la rencontre des convictions séculières humanistes, agnostiques ou athées. Il y a certainement une part de vérité dans certaines critiques athées contre l'Église, et en positif l'expérience morale et spirituelle de l'existence séculière nous apporte aussi son propre éclairage.
La prétention de l'Église catholique à être le foyer de toute vérité semble de plus en plus insupportable. Certains affirment que la majorité des catholiques n'y croirait plus — on ne sait s'il s'agit de catholiques pratiquants ou de ceux qu'on catalogue ainsi parce qu'ils ont été baptisés un jour et ne se sont ensuite jamais soucié de cette religion. Mais alors, est-ce le relativisme total ? Tout se vaut-il ? C'est en tout cas la plus grande crainte des autorités ecclésiales aujourd'hui. Est-il possible de proposer un autre modèle de compréhension, qui soit radicalement fidèle à la tradition de foi ? »

### Solution du problème
Avant le Concile Vatican II, la solution proposée était celle-ci : du fait que celui qui veut être sauvé ne peut l'être qu'au sein de l'Église catholique, il suffit de la rejoindre. Depuis ce concile, il semble que l'union de toutes les confessions ait fait un premier pas.

## La Mission
Voir article spécialisée Mission La Mission recèle quelques surprises comme :
- la querelle des rites chinois du temps de la mission jésuite en Chine et de Matteo Ricci dont résulte un grand bond en avant dans l'étude de la langue et de la civilisation chinoises, à avoir le Grand Ricci dictionnaire de langue et civilisation chinoise chinois-français, travail publié en 199x et débuté par Ricci lui-même et ses collègues jésuites.
- la création d'une dynamique école indienne de théologie,
- le courant mystique de Monchanin et Henri Le Saux.

### L'école indienne dethéologie catholique
Dupuis s.j. a été inquiété par le Vatican pour ses opinions pluralistes. En quelque sorte, le salut pouvait venir d'ailleurs que de l'église catholique, ce qui ne convenait pas dans le cadre de la dogmatique catholique.

### Relations avec l'hindouisme

#### la mystique de Monchanin et Le Saux
Ermites du Saccidânanda : En 1950, Jules Monchanin, prêtre de Lyon, et Henri Le Saux, moine bénédiction breton, fondent un ashram au lieu-dit Shantivanam (le bois de la paix), sur les rives du fleuve Kavéry. Ils vivent à la manière des renonçants hindous et adoptent des noms sanscrits. 
L’ashram est dédié au Saccidânanda, c'est-à-dire, selon les Upanishad, au Brahma, Être, Pensée, Béatitude. Les deux ermites préparent ainsi la venue d’une spiritualité authentiquement indienne de la sainte Trinité.

#### Le christianisme social de Bede Griffiths
En 1968, leur succède un moine bénédictin anglais, Bede Griffiths.